# Moez Garsallaoui
Moez Garsallaoui, né le 19 décembre 1968, à Tunis et probablement mort le 10 octobre 2012 au Pakistan, est un militant islamiste tunisien membre d'Al-Qaïda.

## Biographie
Dans les années 1990, Moez Garsallaoui s'installe en Syrie avant de gagner l'Italie, où il demande l'asile politique en 1995. En mai 1997, il dépose une demande d'asile en Suisse où il réside d'abord dans la région de Berne puis à Guin. Il travaille sur des chantiers, puis comme spécialiste informatique.
En décembre 2003, il épouse religieusement, dans une mosquée de Bruxelles, Malika El Aroud, veuve d'Abdessatar Dahmane (alias Abou Obeyda), l'un des assassins du commandant Massoud, un chef afghan opposé aux Talibans et tué le 9 septembre 2001,,. En 2004, le couple s'installe près de Fribourg, en Suisse, et anime le site Minbar SOS, faisant la promotion d'Al-Qaïda. La diffusion de vidéos de décapitation en Irak, destinées à l'endoctrinement, vaut à Garsallaoui, en juin 2007, une condamnation à six mois de prison mais il n'en effectue que trois. Le couple retourne alors vivre en Belgique.
En novembre 2007, Garsallaoui quitte l'Europe pour se rendre dans les zones tribales pakistanaises. À partir de 2008, il coordonne, selon la justice française antiterroriste, les filières djihadistes européennes. En septembre, il appelle une première fois son réseau à commettre des attentats en Belgique par cette phrase diffusée sur le web : « la solution mes frères et sœurs n'est plus les fatwas mais Booom... ». En mai 2010, il est condamné par défaut à huit ans de prison par le tribunal correctionnel de Bruxelles pour avoir convoyé des jeunes volontaires depuis la Turquie jusqu'à la frontière afghano-pakistanaise. En septembre 2011, il rencontre Mohammed Merah, l'auteur des tueries de mars 2012 à Toulouse et Montauban et l'aide à acquérir une formation de combattant.
Dans un courriel d'août 2012, il raconte avoir échappé plusieurs fois aux missiles largués par des drones américains au-dessus de son refuge du Waziristan. « Depuis le 26 mai je ne bouge presque pas suite à des blessures. Mon docteur m'a conseillé de ne pas faire des efforts pendant une longue période. Une frappe de drone a ciblé ma chambre à 4 h local [sic] pendant que je me préparais à faire mes prières du matin ». Il aurait été tué le 10 octobre 2012 lors d'une nouvelle attaque sur la localité de Mir Ali (en), au Waziristan du Nord, l'une des sept agences tribales du Pakistan.